# Oskar Borissowitsch Felzman

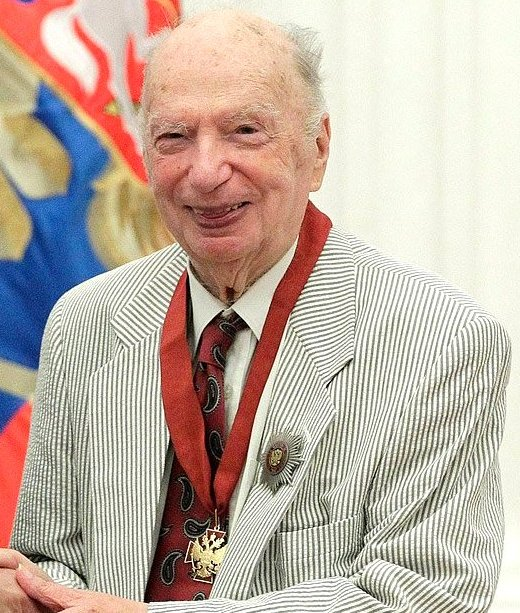
Oskar Felzman 2011

Oskar Borissowitsch Felzman (russisch Оскар Борисович Фельцман, wiss. Transliteration Oskar Borisovič Fel'cman; * 18. Februar 1921 in Odessa, Ukrainische Sozialistische Sowjetrepublik; † 3. Februar 2013 in Moskau, Russland) war ein ukrainisch-russischer Komponist.

## Leben und Werk
Als Sohn eines Chirurgen mit professioneller Klavierausbildung wuchs er in einer jüdischen Familie auf. Er lernte in Odessa schon früh Violine bei Pjotr Stoljarski und Klavier bei Berta Reingbald, einer angesehenen Professorin, zu deren Schülern auch Emil Gilels und Tatjana Goldfarb zählten. Felzman studierte Komposition, zunächst bis 1939 an der Stoljarski-Musikfachschule in Odessa bei Mykola Wilinskyj, dann bis 1941 am Moskauer Konservatorium bei Wissarion Schebalin. Während des Zweiten Weltkriegs wurde er 1941 nach Nowosibirsk evakuiert, dort wurde er im Alter von 20 Jahren bereits Sekretär des Sibirischen Komponistenverbands. Zudem errang er als Komponist erste Erfolge, etwa mit der Operette Синий платочек [Blaues Tuch] nach einem Text von Walentin Katajew, ein Werk des leichten Genres, das in der Prawda kritisch bewertet wurde.
1945 kehrte er nach Moskau zurück. Hier entstanden zunächst eine Reihe von Musikkomödien wie Дочь фельдмаршала [Tochter des Feldmarschalls] (1946), Чужая ночь [Fremde Nacht] (1946), Воздушный замок [Luftschloss] (1948) und Если сердце молодо (1949). 1952 folgten Суворочка und Шумит Средиземное море. Er schrieb außerdem Musik für den Zirkus, für Estradenkonzerte und für das Kindertheater der Regisseurin Natalija Saz. Daneben komponierte er auch Orchesterwerke wie das Violinkonzert (1952).
Seine ersten Lieder schrieb er für das Unterhaltungsorchester des Moskauer Jazzbandleaders Leonid Utjossow. Sehr populär wurde sein erstes Lied Теплоход [Motorschiff] (1952), das im Fernsehen und im Radio ein Erfolg wurde und mit Utjossow auch auf Platte erschien. In der poststalinistischen Tauwetter-Periode avancierte Felzman zu einem der wichtigsten Komponisten der sowjetischen Unterhaltungs- und Schlagermusik, der Estrada. Es folgten Черное море мое (1956) für den Film Матрос с „Кометы“ (1958) und Ландыши [Maiglöckchen] (1957), ein Song, der mit der Sängerin Gelena Marzelijewna Welikanowa ein Erfolg wurde, allerdings von offizieller Seite als „kleinbürgerlich“ und ideologisch „haltlos“ kritisiert wurde. In den 1960er-Jahren entstanden weitere bekannte Lieder, etwa Я верю, друзья, das im Jahr des Weltraumflugs von Juri Gagarin berühmt wurde. Felzmans Songs erlangten durch Gesangsinterpreten, Pop- und Estraden-Stars große Verbreitung und Beliebtheit – u. a. durch Mark Bernes, Edita Pjecha, Walentina Tolkunowa, Iossif Kobson, Müslüm Maqomayev, Eduard Anatoljewitsch Chil, Lew Leschtschenko, Georg Ots und Sofija Rotaru.
In den 1970er-Jahren komponierte Felzman etliche Liederzyklen nach Gedichten von Robert Roschdestwenski, Jewgeni Dolmatowski und Rassul Gamsatow. 1973 wandte er sich erneut der Operette zu – mit Werken wie Тётка Чарлея, Старые дома und Пусть гитара играет. Mitte der 1980er gründete er – mit der Pop- und Estraden-Sängerin Irina Allegrowa – ein eigenes Instrumentalensemble Огни Москвы, das dann später Dawid Tuchmanow übernahm. 1987 schrieb Felzman den Vokalzyklus Песни былого (Четыре еврейские песни). In den 1990er-Jahren entstanden die Ballette Булочка (1995) und Венера Ильская (2000), später folgten kammermusikalische Zyklen mit Romanzen zu Gedichten von Inna Lisnjanskaja und Marina Zwetajewa.
Felzmans Schaffen umfasste nahezu alle Genres – Orchesterwerke, Konzerte, Oratorien, Kantaten und Vokalzyklen, vor allem aber Musikkomödien, Operetten, Musicals und insbesondere rund 800 populäre Lieder. Außerdem verfasste er Musik fürs Theater und zu über 80 Filmen. Noch in der postsowjetischen Zeit galt er vielen als „Genie des leichten Genres“.

## Persönliches
Er war seit 1941 verheiratet mit Jewgenija Kaidanowskaja (gestorben 2000). Der Sohn Vladimir Feltsman (* 1952) wurde Pianist und reiste 1987 in die USA aus. 

## Dokumentarfilm
Ein Dokumentarfilm aus dem Jahr 2009 enthält Erinnerungen des damals 88-jährigen Komponisten.

## Auszeichnungen
- Verdienstorden für das Vaterland: 2011 (II. Klasse), 2006 (III.) und 2001 (IV.)
- Orden der Freundschaft: 1996
- Volkskünstler der RSFSR: 1989
- Verdienter Künstler der RSFSR: 1972